# Wilhelm av Baden

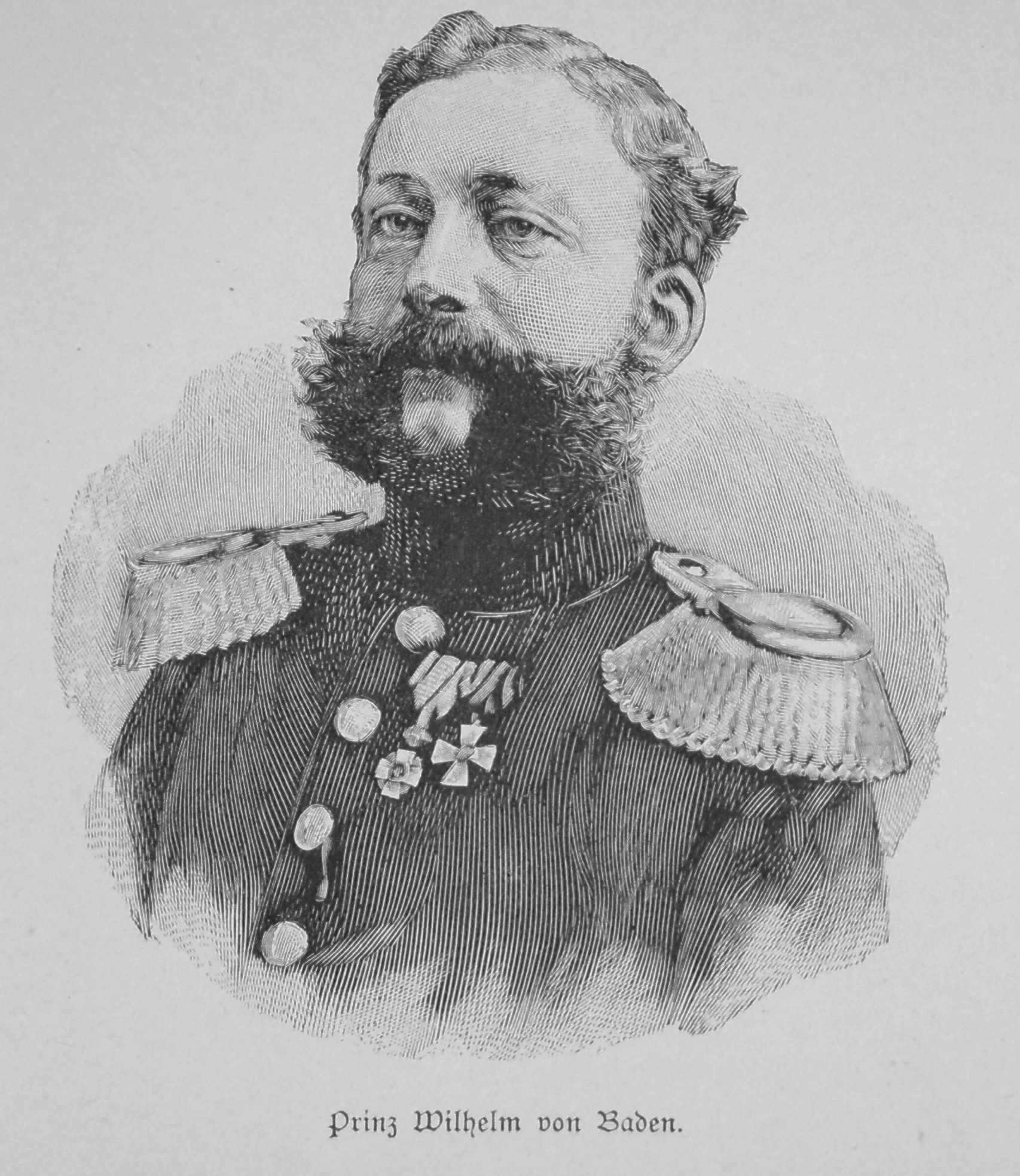
Wilhelm av Baden

Prins Ludvig Wilhelm av Baden, (Ludwig Wilhelm August), född 1829 i Karlsruhe, död 1897 i Karlsruhe, var son till Leopold av Baden och Sofia av Sverige. Han gifte sig i S:t Petersburg med Maria av Leuchtenberg den 11 februari 1863.

## Barn
- Marie (1865-1939); gift i Karlsruhe 1889 med Fredrik II av Anhalt (1856-1918)
- Max av Baden Maximilian Alexander Friedrich Wilhelm (1867-1929); gift 1900 med Marie Louise av Hannover (1879-1948)

## Utmärkelser
- Pour le Mérite,  18 december 1895[1]
- Zähringer Löwenorden
- Svarta örns orden
- Sankt Alexander Nevskij-orden
- Järnkorset av 2:a klassen[1]
- Militär-Karl-Friedrich-Verdienstorden
- Georgsorden, fjärde klass
- Badiska husorden Fidelitas
- Andreasorden
- Järnkorset av 1:a klass[1]

[Redigera Wikidata]